# Подклетное (Новоусманский район)
Подкле́тное — деревня в Новоусманском районе Воронежской области. Входит в состав Усманского 1-го сельского поселения.

## История
До 11 марта 2022 года деревня входила в состав Усманского 2-го сельского поселения. Законами Воронежской области от 25 февраля 2022 года № 3-ОЗ и № 4-ОЗ с 11 марта 2022 года Усманское 2-е сельское поселение было объединено с Усманским 1-м сельским поселением.

## Население
| 2000 | 2005 | 2008 | 2010 |
| ---- | ---- | ---- | ---- |
| 162  | ↗174 | ↗186 | ↘179 |

## Уличная сеть
- ул. Абрикосовая
- ул. Березовая
- ул. Жемчужная
- ул. Зеркальная
- ул. Изумрудная
- ул. Крайняя
- ул. Ореховая
- ул. Радужная
- ул. Родниковая
- ул. Солнечная

## Достопримечательности
В 1876 году в селе была построена Казанская церковь. В Подклетном до сих пор стоит здание земской школы, построенное в 1914 году.